# 1854 en Bretagne
 Chronologie de la Bretagne
- 1850
- 1851
- 1852
- 1853
- 1854
- 1855
- 1856
- 1857
- 1858

Cette page recense des événements qui se sont produits durant l'année 1854 en Bretagne.

## Société

### Naissance
- à Kervignac (Morbihan) : François Marie Falquerho, François Falquerho, ou encore abbé Falquerho ou Falquerheu, mort en 1917, est un prêtre et poète breton.